# Rikki Sølling
Rikki Sølling (født 1974 i Solrød) er en dansk erhvervsleder.
Sølling har en handelsskoleeksamen fra Niels Brock i 1994 og en guideuddannelse fra 1995.
Han overtog i 1992 sin mors danseskole sammen med søsteren. I 1998 blev han chef for Tjæreborgs kontor i København, og året efter blev han selskabets salgschef. I 2000 blev han udnævnt til administrerende direktør for Ving Rejser, og var 2001-2002 adm. direktør for Spies Rejser. Siden 2003 har han været adm. direktør for Chili Group, der i dag er en del af Aller Press.